# Ка Лунга (Ферара)
Ка Лунга (итал. Ca' Lunga) је насеље у Италији у округу Ферара, региону Емилија-Ромања.
Према процени из 2011. у насељу је живело 13 становника. Насеље се налази на надморској висини од 5 м.